# Kackmusikk
Kackmusikk ist das Alias des Schweizer Musikers und DJs Raphael Spiess (* 11. Februar 1982 in Luzern, Schweiz). Er ist Teil des DJ-Duos Hood Regulators und Alumnus der Red Bull Music Academy.

## Biografie
1999 produzierte Kackmusikk die Debüt-EP BrikkNikk der Schweizer Hip-Hop-Gruppe Keinondabel, ein Jahr später das Zweitwerk Lionking. Es folgten Kollaborationen mit Omid Walizadeh (Project Blowed) und The Mole (Motion Recordings) sowie die Produktion des Debüt-Albums Liideschaft der Gruppe The Unbreakables.
2005 war er Mitbegründer des Luzerner Kulturnetzwerkes Korsett. 2006 gründete er zusammen mit Leisure Options das DJ-Duo Hood Regulators; es folgten Auftritte am Electron Festival, beim Bad Bonn Festival, bei den Stanser Musiktagen (SMT) sowie Schweizweite Club-Gigs, u. a. mit The Very Best, Toy Selectah und Rustie. 2009 riefen sie die Eventreihe Global Ghetto Anthems ins Leben. 2008 lernte er den Luzerner Rapper Emm kennen und produzierte mit ihm die Single Blieb no chli, die es bei SRF Virus in die Heavy Rotation schaffte. 2010 remixte Kackmusikk für die Ayoba-EP des Münchner DJ-Duos Schlachthofbronx.
Im Jahr 2011 nahm er an der Red Bull Music Academy in Madrid teil und lernte u. a. Xavier Leon und Broke One kennen, mit denen er den gemeinsamen Track Bedrooms auf den RBMA-Sampler Various Assets beisteuerte. Es folgten DJ-Gigs im Club Goa Madrid, am Electrosanne Festival sowie weitere Club-Gigs im In- und Ausland. Im selben Jahr remixte er für die Luzerner Indierock-Band Field Studies sowie das Breakcore-Duo Demegy vs. Somtek. 2012 folgten seine Solo-EP Stella sowie die Debüt-EP Good Girls der Hood Regulators. Ein Höhepunkt in diesem Jahr bildete zudem der Auftritt im Jazz Café im Rahmen des Montreux Jazz Festivals.
2013 folgte seine zweite EP, Never, die auf dem französischen Label Soukouch Ethnik veröffentlicht wurde. Er spielte erstmals auf dem Gurtenfestival und steuerte für die Australische Rave-Band Monster Zoku Onsomb einen Remix zur LP Kraka Bang bei. Er formierte sich mit Emm zum Duo Emm x Kackmusikk, die im gleichen Jahr die Debüt-EP S.I.E. veröffentlichten. 2014 folgten das Zweitwerk E.R. sowie diverse Produktionen für Schweizer Rapper, wie z. B. sein Beitrag am Debüt-Album von Mimiks, das sich in der ersten Chartwoche auf Platz 1 der offiziellen Schweizer Albenhitparade platzierte. Im selben Jahr folgte der Auftritt am Openair Frauenfeld. Am Kick Ass-Award 2014 konnte mit 2041, der 2. Platz erreicht werden. Im Jahr 2015 veröffentlichten Emm x Kackmusikk ihr erstes gemeinsames Album, welches sich in der ersten Chartwoche auf Platz 17 der offiziellen Schweizer Albenhitparade platzierte. Im selben Jahr produzierte er zudem 4 Songs für das Album "Hünd i parkierte Outos" vom Berner Rapper Greis, welches in der ersten Chartwoche auf Platz 4 der offiziellen Schweizer Albenhitparade kletterte. Für das zweite Album von Mimiks, "C.R.A.C.K", steuerte er vier Produktionen bei, unter anderem den Titelsong. Das Album setzte sich in der ersten Chartwoche der offiziellen Schweizer Albenhitparade auf Platz 2 fest.

## Diskografie

### EPs
- 2012: Stella (Korsett)
- 2012: Hood Regulators – Good Girls (Korsett)
- 2013: Never (Soukouch Ethnik)
- 2013: Emm x Kackmusikk – S.I.E.
- 2014: Emm x Kackmusikk – E.R.

### LPs
- 2015: Emm x Kackmusikk – Thank God It’s Monday
- 2016: Emm x Kackmusikk – Nitroglyzerin

## Produktion und Remixes
- 2009: Hood Regulators – Okrika (Unreleased)
- 2010: Schlachthofbronx – Ayoba feat. Spoek & Gnucci Banana (Hood Regulators Remix) (Man Recordings)
- 2010: Kackmusikk – Back and Forth (Free Download)
- 2011: Demegy vs. Somtek – Breakshake (Hood Regulators Remix) (Korsett)
- 2011: Field Studies – Franz Gsellmann (Hood Regulators Remix) (Monavale)
- 2011: Xavier Leon, Broke One, Kackmusikk – Bedrooms (Various Assets, RBMA)
- 2012: Phucking Happyend – Bitter Sweet (Kackmusikk Changes Everything Remix) (Korsett)
- 2013: Kackmusikk – Miku Hihatsune (Soukouch Ethnik)
- 2013: Shake It Machine & Mr. Pigman – Cosmic Lunch (Kackmusikk Remix) (Raw Recordings)
- 2013: Monster Zoku Onsomb – Smash It (Hood Regulators Remix) (The Farm)
- 2014: Emm – Of de Gass (Free Download)
- 2014: Mimiks – TankTopWiissMusig (VodkaZombieRamboGang LP, FarMore Records)
- 2015: Jeans for Jesus – Matrix (Kackmusikk Remix) (Irascible Records)
- 2015: Eldorado FM – Di Vater (Luke mir si di Vater LP, Eldorado Records)
- 2015: Greis – Hünd i parkierte Outos (Diverse Produktionen, Sound Service)
- 2016: Mimiks – C.R.A.C.K (Diverse Produktionen, FarMore Records)